# Patrick Martin (Bobfahrer)
Patrick Henry „Pat“ Martin (* 19. August 1923 in Louisville, New York; † 21. April 1987 in Massena, New York) war ein US-amerikanischer Bobfahrer.
Patrick Martin war Polizist von Beruf. Bei den Olympischen Winterspielen 1948 in St. Moritz gewann er die Viererbob-Goldmedaille, vier Jahre später in Oslo jeweils die Silbermedaille im Zweier- und im Viererbob. Bei Weltmeisterschaften war er zweimal der Schnellste im Viererbob, 1949 in Lake Placid und 1950 in Cortina d’Ampezzo. Hinzu kommen drei WM-Silbermedaillen: 1950 im Zweierbob, 1951 in L’Alpe d’Huez in beiden Disziplinen.
Bei nordamerikanischen Meisterschaften siegte Martin zweimal im Zweierbob (1951, 1956) und dreimal im Viererbob (1951, 1953, 1956), bei AAU-Meisterschaften dreimal im Zweierbob (1955–1957) und sechsmal im Viererbob (1940–1941, 1953–1954, 1956–1957).
Martins Vater Robert war ebenfalls Bobfahrer und wurde bei den Olympischen Winterspielen 1936 in Garmisch-Partenkirchen Vierter im Viererbobwettbewerb. Sein Bruder Leo nahm im Bob von Tuffield Latour ebenfalls an den olympischen Winterspielen 1948 teil.